# Chlorameisensäure-n-propylester
Chlorameisensäure-n-propylester ist eine organisch-chemische Verbindung aus der Stoffgruppe der Chlorameisensäureester (eigentlich korrekterweise Chlorkohlensäureester), die als Zwischenprodukt zur Herstellung verschiedener Kohlensäure-Derivate dient.

## Nomenklatur
Der gebräuchliche Name „Chlorameisensäure-n-propylester“ ist nicht korrekt, da die Verbindung kein Derivat der Ameisensäure, sondern der Kohlensäure (Kohlensäuremonochlorid und Kohlensäuremonoester) ist.

## Gewinnung und Darstellung
Die technische Herstellung von Chlorameisensäure-n-propylester erfolgt aus Phosgen und wasserfreiem n-Propanol bei Temperaturen von 30–70 °C unter Abspaltung von Chlorwasserstoff.
Die Umsetzung erfolgt kontinuierlich im Gleich- oder Gegenstrom. Beim Gleichstromverfahren wird in Rührkesselreaktoren, Reaktoren mit eingebauter Zerstäuberdüse oder Umlaufreaktoren gearbeitet, wohingegen man für die Gegenstromanordnung in der Regel eine Füllkörperkolonne verwendet, bei der überschüssiges Phosgen zusammen mit gasförmigem Chlorwasserstoff am Kopf der Kolonne austritt und der Chlorameisensäureester im Sumpf angereichert wird.

## Eigenschaften
Chlorameisensäure-n-propylester ist eine wenig flüchtige, entzündbare, farblose Flüssigkeit mit scharfem Geruch, die sich in Wasser zersetzt. Es erfolgt langsame Hydrolyse zu 1-Propanol, Salzsäure und Kohlensäure. Sie zersetzt sich bei Erhitzung.

## Verwendung
Chlorameisensäure-n-propylester wird als vielseitiges Zwischenprodukt für die chemische Industrie, insbesondere zur Herstellung von Pflanzenschutzmitteln und Pharmazeutika verwendet. Es wird z. B. zur Herstellung des Fungizids Propamocarb verwendet.

## Sicherheitshinweise
Die Dämpfe von Chlorameisensäure-n-propylester können mit Luft ein explosionsfähiges Gemisch (Flammpunkt 16 °C, Zündtemperatur 475 °C) bilden.